# Ranunculus micranthus
Ranunculus micranthus Nutt. – gatunek rośliny z rodziny jaskrowatych (Ranunculaceae Juss.). Występuje endemicznie w Stanach Zjednoczonych, na obszarze od wschodniej części stanu Kansas aż po Delaware i zachodnią część Karoliny Północnej. 

## Morfologia
PokrójBylina o lekko owłosionych pędach. Dorasta do 10–40 cm wysokości.
LiścieSą trójdzielne. Mają okrągły, owalny lub eluptyczny kształt. Mierzą 1–1,5 cm długości oraz 1–3 cm szerokości. Nasada liścia ma ucięty lub rozwarty kształt. Brzegi są karbowane. Wierzchołek jest zaokrąglony lub tępy. Ogonek liściowy jest nagi i ma 1,5–9 cm długości.
KwiatySą zebrane po 8–35 w kwiatostanach. Pojawiają się na szczytach pędów. Mają 5 eliptycznych działek kielicha, które dorastają do 2–4 mm długości. Mają 5 owalnych i żółtych płatków o długości 1–4 mm.
OwoceNagie niełupki o długości 1 mm. Tworzą owoc zbiorowy – wieloniełupkę o kulistym kształcie i dorastającą do 2–4 mm długości.

## Biologia i ekologia
Rośnie w lasach i na łąkach. Występuje na wysokości do 1000 m n.p.m. Kwitnie od marca do maja. 